# Chyetverikov SPL
SPL (Samolyet dlya Podvodnikh Lodok – máy bay cho tàu ngầm) (còn gọi là OSGA-101, và Gidro-1) là một loại tàu bay trang bị cho tàu ngầm, được thiết kế chế tạo ở Liên Xô từ năm 1931.

## Biến thể
- OSGA-101
- Gidro-1

## Tính năng kỹ chiến thuật (SPL)
Dữ liệu lấy từ Gunston, Bill. "The Osprey Encyclopaedia of Russian Aircraft 1875–1995". London, Osprey. 1995. ISBN 1-85532-405-9
Đặc điểm tổng quát
- Kíp lái: 2
- Chiều dài: 7.4 m (24 ft 3½ in)
- Sải cánh: 9.5 m (31 ft 6 in)
- Diện tích cánh: 13.4 m2 (144 ft2)
- Trọng lượng rỗng: 592 kg (1.305 lb)
- Powerplant: 1 × M-11, 74,6 kW (100 hp)

Hiệu suất bay
- Vận tốc cực đại: 186 km/h (115,6 mph)
- Vận tốc hành trình: 183 km/h (114 mph)
- Tầm bay: 400 km (248 dặm)